# Mambusao
Mambusao ist eine philippinische Stadtgemeinde in der Provinz Capiz. Sie hat 39.644 Einwohner (Zensus 1. August 2015).

## Baranggays
Mambusao ist politisch in 26 Baranggays unterteilt.
| - Atiplo - Balat-an - Balit - Batiano - Bating - Bato Bato - Baye - Bergante - Bunga - Bula - Bungsi - Burias - Caidquid | - Cala-agus - Libo-o - Manibad - Maralag - Najus-an - Pangpang Norte - Pangpang Sur - Pinay - Poblacion Proper - Poblacion Tabuc - Sinondojan - Tugas - Tumalalud |

## Söhne und Töchter
- Vicente Macanan Navarra (* 1939), katholischer Geistlicher, emeritierter Bischof von Bacolod
- Roy Señeres (1947–2016), Politiker und Diplomat